# Flughafen Saarbrücken
Luchthaven Saarbrücken, officieel Saarbrücken Airport, is een kleine internationale luchthaven nabij Saarbrücken in het zuiden van het Saarland.  Ze ligt op het grondgebied van het stadsdeel Ensheim, ongeveer 9 km ten oosten van het stadscentrum. Ze heeft een verharde startbaan en een parallelle, korte grasbaan.
De luchthaven is bereikbaar via de Bundesautobahn 6, afrit 5 "St. Ingbert West" of  4 "Saarbrücken-Fechingen". Er is ook een lijnbus naar Saarbrücken Hauptbahnhof.

## Geschiedenis
Het vliegveld op deze locatie werd geopend in 1964. Voordien had Saarbrücken een vliegveld in het stadsdeel  Sankt Arnual, dat gebruikt werd van 1928 tot 1939. Die locatie was echter niet geschikt om in de winter te gebruiken en daarom besloot men een nieuw vliegveld aan te leggen in Ensheim. De Tweede Wereldoorlog dwarsboomde deze plannen en pas in 1964 werd het vliegveld in Ensheim afgewerkt en geopend. Vanaf 1972 konden er internationale vluchten plaatsvinden.
In 2005 verwerkte de luchthaven ongeveer 500.000 passagiers. Maar vanaf 2007 ondervond de luchthaven concurrentie van de nabijgelegen Flughafen Zweibrücken, slechts 20 km ten oosten van de luchthaven Saarbrücken. Zweibrücken is een voormalig militair vliegveld dat tot civiele luchthaven werd omgebouwd. De passagiersaantallen op de luchthaven Saarbrücken daalden tussen 2010 en 2014 van 491.415 naar 399.065. Flughafen Zweibrücken kwam echter in 2014 in financiële moeilijkheden en moest de commerciële vluchten staken. Daardoor verplaatste TUIfly haar vluchten naar vakantiebestemmingen in 2015 van Zweibrücken naar Saarbrücken, en zou het passagiersaantal weer kunnen stijgen.

## Ongevallen
De Luxemburgse maatschappij Luxair gebruikt Saarbrücken als een tweede kleine hub. Op 30 september 2015 maakte een Bombardier Dash 8-Q400 van Luxair een buiklanding in Saarbrücken na een mislukte start. Er vielen daarbij geen gewonden.